# PTGER2
PTGER2 (англ. Prostaglandin E receptor 2) – білок, який кодується однойменним геном, розташованим у людей на короткому плечі 14-ї хромосоми. Довжина поліпептидного ланцюга білка становить 358 амінокислот, а молекулярна маса — 39 761.
| 10         |  | 20         |  | 30         |  | 40         |  | 50         |
| ---------- |  | ---------- |  | ---------- |  | ---------- |  | ---------- |
| MGNASNDSQS |  | EDCETRQWLP |  | PGESPAISSV |  | MFSAGVLGNL |  | IALALLARRW |
| RGDVGCSAGR |  | RSSLSLFHVL |  | VTELVFTDLL |  | GTCLISPVVL |  | ASYARNQTLV |
| ALAPESRACT |  | YFAFAMTFFS |  | LATMLMLFAM |  | ALERYLSIGH |  | PYFYQRRVSR |
| SGGLAVLPVI |  | YAVSLLFCSL |  | PLLDYGQYVQ |  | YCPGTWCFIR |  | HGRTAYLQLY |
| ATLLLLLIVS |  | VLACNFSVIL |  | NLIRMHRRSR |  | RSRCGPSLGS |  | GRGGPGARRR |
| GERVSMAEET |  | DHLILLAIMT |  | ITFAVCSLPF |  | TIFAYMNETS |  | SRKEKWDLQA |
| LRFLSINSII |  | DPWVFAILRP |  | PVLRLMRSVL |  | CCRISLRTQD |  | ATQTSCSTQS |
| DASKQADL   |  |            |  |            |  |            |  |            |

A: Аланін

C: Цистеїн

D: Аспарагінова кислота

E: Глутамінова кислота

F: Фенілаланін

G: Гліцин

H: Гістидин

I: Ізолейцин

K: Лізин

L: Лейцин

M: Метіонін

N: Аспарагін

P: Пролін

Q: Глутамін

R: Аргінін

S: Серин

T: Треонін

V: Валін

W: Триптофан

Кодований геном білок за функціями належить до рецепторів, g-білокспряжених рецепторів, білків внутрішньоклітинного сигналінгу. 
Локалізований у клітинній мембрані, мембрані.